# Asz-Szajch Ahmad
Asz-Szajch Ahmad (arab. الشيخ أحمد) – wieś w Syrii, w muhafazie Aleppo. W 2004 roku liczyła 697 mieszkańców.